# Xavier Àgueda
Xavier Àgueda Calpena (nacido en Barcelona en 1979) es un historietista español.
Su personaje más conocido es El Listo.

## Trayectoria
Publicó sus primeras historietas en 1999 en la revista universitaria Distorsió, bajo el pseudónimo Tutatis y en colaboración con Miquel Payaró.
En 2003 crea su personaje El Listo y empieza a publicar sus tiras cómicas en Internet, en colaboración con el dibujante Guille Martínez-Vela. 
Poco tiempo después empieza a colaborar con el dibujante Octavi Navarro hasta 2005, año en que empieza a dibujar sus propios guiones aun colaborando ocasionalmente con otros dibujantes como Sergio Sánchez Morán o Miquel Casals.
A partir de 2005 sus viñetas empiezan a aparecer en otras publicaciones impresas como la revista del CEESC, Monográfico, El Ajopringue, El Cubo, WEEzine, Kristal, El Mohal, Le Potage, El Escéptico, Cretino, Bipolar, El Cometa.
En 2007 empieza a publicar en la revista TMEO.
Entre 2010 y 2011 publica también sus chistes en la sección de Viñetas del periódico 20 minutos (versión digital), junto con Eneko, Calpurnio, Andrés Palomino, Javi García, Mike Bonales, Ke-Mao y Gonzo.
En 2010 publica El gran libro de la cinefilia (ISBN:978–84–613–5290–6), un libro en prosa que recopila artículos humorísticos sobre películas y en 2011 publica El Listo (ISBN: 978-84-614-7376-2), con algunas de sus mejores tiras cómicas aparecidas previamente en la revista TMEO.
Ha participado en varias exposiciones colectivas: Especula en Acción (Antequera, 2006), Humor Gráfico por la Libertad de Prensa (Madrid, 2007), Salón del Humor Erótico de Cuba (Santa Clara, 2008), Diez años después del desastre de Aznalcollar (Sevilla, 2008), Hartos de Arte (Vitoria, 2009) y Maldita la gracia (Madrid, 2010)
En 2011 el Museo del Cómic de Calpe le dedica una exposición retrospectiva.
Compagina su trabajo como dibujante de cómics con la docencia y la escritura de libros de texto.

## Obra
- 2003 - Actualidad - "listocomics.com" Webcomic realizado de forma periódica.
- 2010 El gran libro de la cinefilia. Editado por el autor.[12]
- 2011 El Listo. TMEO Ezten Kultur Taldea.[13]
- 2011 Tecnologías. Editorial Casals.[14]
- 2013 Una amante complaciente. Editado por el autor.
- 2015 Oxitocinas. Editado por TMEO.
- 2017 Liguepedia. Editado por Fandogamia.
- 2019 Cardio. Editado por Underbrain.

## Más información
- Xavier Àgueda en Twitter

Entrevistas
- En Persona, con Laura Vileta, RTV Calp 2011
- España por la cara, con María Majan, Antena.Neox, 2008)
- Madrid al Mediodía, con Teresa Juan, La COPE, 2009
- Muerte al underground, con Juarma López, 2010
- Entrevista en Runtimecomics, con Juanjo Escofet, 2010

- Datos: Q520841
- Multimedia: Xavier Àgueda / Q520841